# Eántidas
Eántidas, Eántides o Anantíades (en griego, Αἰαντιάδης) fue un poeta y dramaturgo del que no se tienen apenas datos. Vivió en época de Ptolomeo II Filadelfo y formó parte de la llamada Pléyade trágica, una lista de siete escritores de tragedias ilustres. En algunas listas, Eántidas y otro de los autores de esta lista, Sosífanes, eran sustituidos por Dionisíades y Eufronio. En la lista de la Pléyade poética, otra lista de siete poetas ilustres, también formaba parte, a veces sustituido por Apolonio de Rodas. 